# Fernando Jubero
Fernando Jubero Carmona (Barcellona, 27 febbraio 1974) è un allenatore di calcio e dirigente sportivo spagnolo.

## Palmarès

### Competizioni nazionali
- Campionato paraguaiano: 1

Libertad: Apertura 2017